# Eishockey-Regionalliga 2016/17
In der Saison 2016/17 sind die Regionalligen Nord, Ost, West und Süd-West sowie die diesen gleichgestellte Bayernliga die vierthöchsten Ligen im deutschen Eishockey. Die Meister der Ligen spielen am Saisonende die Aufsteiger in die Oberliga aus.

## Regionalliga Nord
Die Regionalliga Nord wird vom Landeseissportverband Niedersachsen (NEV) für Mannschaften der Bundesländer Niedersachsen, Hamburg, Bremen, Schleswig-Holstein und Mecklenburg-Vorpommern veranstaltet.

### Modus
Die sechs Mannschaften spielen eine Doppelrunde – zweimal Hin- und Rückspiel. Die ersten vier Mannschaften der Hauptrunde qualifizieren sich für die Play-offs. Der Meister der Liga qualifiziert sich für den möglichen Aufstieg zur Oberliga Nord. Dieser besteht aus einer Relegationsrunde mit dem Meister der Regionalliga Ost, sowie dem 7.- und 8.-platzierten Team der Zwischenrunde Gruppe B aus der Oberliga Nord. Diese Runde wird in einer Einfachrunde, Ende März/Anfang April 2017, ausgespielt.

### Teilnehmer
Nach den Durchführungsbestimmungen des NEV haben sich die Teilnehmer der Meisterrunde aus der Vorsaison, für die Regionalliga Nord qualifiziert. Der Altonaer SV Hamburg und die Harsefeld Tigers verzichteten jedoch auf die Regionalliga und starten in der neuen fünftklassigen Verbandsliga. Absteiger aus der Oberliga ist der Hamburger SV, dessen 1b daher zwangsweise in die Verbandsliga absteigt. Die neu für die Liga gemeldete Mannschaft des EC Pferdeturm Hannover, hat sich zum 1. Oktober 2016 vom Spielbetrieb zurückgezogen.
Folgende Mannschaften haben für die Regionalliga gemeldet:
| - Weserstars Bremen (M) - Hamburger SV (A) - Adendorfer EC | - REV Bremerhaven - TAG Salzgitter Icefighters - Hannover Scorpions 1b (ehemals United North Stars) |

### Hauptrundentabelle
|    | Mannschaft             | Sp | S3 | S2 | N1 | N0 | Tore   | Diff. | Pkte |
| -- | ---------------------- | -- | -- | -- | -- | -- | ------ | ----- | ---- |
| 1. | Weserstars Bremen (M)  | 20 | 13 | 1  | 2  | 4  | 120:81 | +39   | 43   |
| 2. | Hamburger SV (A)       | 20 | 10 | 3  | 2  | 5  | 105:64 | +41   | 38   |
| 3. | Salzgitter Icefighters | 20 | 9  | 4  | 2  | 5  | 110:82 | +28   | 37   |
| 4. | Adendorfer EC          | 20 | 11 | 0  | 3  | 6  | 96:69  | +27   | 36   |
| 5. | Hannover Scorpions 1b  | 20 | 5  | 2  | 1  | 12 | 63:94  | −31   | 20   |
| 6. | REV Bremerhaven        | 20 | 2  | 0  | 0  | 18 | 49:153 | −104  | 6    |

Abkürzungen: Sp = Spiele, S3 = Siege, S2 = Siege nach Verlängerung oder Penaltyschießen, N1 = Niederlagen nach Verlängerung oder Penaltyschießen, N0 = Niederlagen, T = Tore, GT = Gegentore, (N) = Aufsteiger, (A) = Absteiger, (M) = Meister der Vorsaison

### Playoffs
|  | Halbfinale | Halbfinale             | Halbfinale |  |  | Finale | Finale            | Finale |
|  |            |                        |            |  |  |        |                   |        |
|  |            |                        |            |  |  |        |                   |        |
|  | 1          | Weserstars Bremen      | 2          |  |  |        |                   |        |
|  | 4          | Adendorfer EC          | 0          |  |  |        |                   |        |
|  |            |                        |            |  |  | 1      | Weserstars Bremen | 1      |
|  |            |                        |            |  |  | 2      | Hamburger SV      | 2      |
|  | 2          | Hamburger SV           | 2          |  |  |        |                   |        |
|  | 3          | Salzgitter Icefighters | 1          |  |  |        |                   |        |
|  |            |                        |            |  |  |        |                   |        |

#### Halbfinale
|                                       | Serie | Spiel 1 | Spiel 2 | Spiel 3 |
| ------------------------------------- | ----- | ------- | ------- | ------- |
| Weserstars Bremen – Adendorfer EC     | 2-0   | 4:2     | 4:1     | -       |
| Hamburger SV – Salzgitter Icefighters | 2-1   | 6:2     | 3:6     | 4:2     |

#### Finale
|                                  | Serie | Spiel 1   | Spiel 2 | Spiel 3 |
| -------------------------------- | ----- | --------- | ------- | ------- |
| Weserstars Bremen – Hamburger SV | 1-2   | 4:5 n. V. | 8:5     | 1:3     |

Der Hamburger SV ist Meister der Regionalliga Nord, verzichtet aber auf eine Teilnahme an der Aufstiegsrunde zur Oberliga.

## Regionalliga West
Die Regionalliga West wird vom 2015 neu gegründeten Eishockeyverband Nordrhein-Westfalen (EHV-NRW) für das Gebiet der Bundesländer Nordrhein-Westfalen, Hessen, Rheinland-Pfalz und Saarland ausgerichtet. Sie ersetzt die sogenannte 1. Liga West der letzten Saison.

### Modus
Die Liga umfasst 12 Mannschaften. Gespielt wird eine Einfachrunde. Danach wird die Liga in eine Meisterrunde (Platz 1–6) und eine Relegationsrunde (Platz 7–12) aufgeteilt. Beide Runden absolvieren eine weitere Einfachrunde. Die sechs Mannschaften der Meisterrunde, sowie die ersten beiden der Relegationsrunde qualifizieren sich für die Play-offs, in denen der Meister ausgespielt wird. Die restlichen Mannschaften spielen den Absteiger aus.

### Teilnehmer
Neben der sportlichen Qualifikation nach der Rangliste des Vorjahres müssen die teilnehmenden Vereine unter anderem auch eine angemessene Nachwuchsarbeit vorweisen, z. B. durch zwei Jugendmannschaften im Spielbetrieb. Dadurch nicht mehr dabei ist der TuS Wiehl, der EC Bergisch Land und der sportliche Aufsteiger ESC Paderborn. Neben dem Aufsteiger Herforder EV rücken die Soester EG, die Grefrather EG (aus der NRW-Liga) und die EG Diez Limburg (Hessenliga) nach. Der Kölner EC 1b zog seine Meldung zurück. Kurzfristig wurde der EHC Neuwied 2016, der Nachfolgeverein des in Insolvenz gegangenen Oberliga-Vereins EHC Neuwied, in die Liga aufgenommen.
| - Ratinger Ice Aliens (M) - Eisadler Dortmund - Hammer Eisbären - EC Lauterbach | - Dinslaken Kobras - Neusser EV - EC Bad Nauheim 1b - Herforder EV (N) | - Soester EG (N) - Grefrather EG (N) - EG Diez-Limburg (N) - EHC Neuwied "Die Bären" 2016 (N) |

### Vorrundentabelle
|     | Mannschaft                       | Sp | S3 | S2 | N1 | N0 | Tore    | Diff. | Pkte |
| --- | -------------------------------- | -- | -- | -- | -- | -- | ------- | ----- | ---- |
| 1.  | Ratinger Ice Aliens (M)          | 22 | 12 | 3  | 3  | 4  | 97:54   | +43   | 45   |
| 2.  | EHC "Die Bären" Neuwied 2016 (N) | 22 | 11 | 5  | 0  | 6  | 97:72   | +25   | 43   |
| 3.  | Hammer Eisbären                  | 22 | 13 | 0  | 2  | 7  | 112:75  | +37   | 41   |
| 4.  | EG Diez-Limburg (N)              | 22 | 13 | 0  | 1  | 8  | 117:100 | +17   | 40   |
| 5.  | Luchse Lauterbach                | 22 | 10 | 2  | 5  | 5  | 117:80  | +37   | 39   |
| 6.  | Neusser EV                       | 22 | 13 | 0  | 0  | 9  | 103:84  | +19   | 39   |
| 7.  | Dinslaken Kobras                 | 22 | 9  | 5  | 0  | 8  | 82:59   | +69   | 37   |
| 8.  | Herforder EV (N)                 | 22 | 10 | 1  | 3  | 8  | 81:76   | +5    | 35   |
| 9.  | Eisadler Dortmund                | 22 | 10 | 1  | 0  | 11 | 64:80   | −16   | 32   |
| 10. | Soester EG (N)                   | 22 | 7  | 0  | 3  | 12 | 80:103  | −23   | 24   |
| 11. | Grefrather EG (N)                | 22 | 3  | 1  | 0  | 18 | 70:137  | −67   | 11   |
| 12. | Rote Teufel Bad Nauheim 1b       | 22 | 3  | 0  | 1  | 18 | 60:145  | −85   | 10   |

Abkürzungen: Sp = Spiele, S3 = Siege, S2 = Siege nach Verlängerung oder Penaltyschießen, N1 = Niederlagen nach Verlängerung oder Penaltyschießen, N0 = Niederlagen, T = Tore, GT = Gegentore, (N) = Aufsteiger, (M) = Meister der Vorsaison.

### Meisterrunde
|    | Mannschaft                   | Sp | S3 | S2 | N1 | N0 | Tore  | Diff. | Pkte |
| -- | ---------------------------- | -- | -- | -- | -- | -- | ----- | ----- | ---- |
| 1. | Hammer Eisbären              | 10 | 7  | 1  | 2  | 0  | 62:37 | +25   | 25   |
| 2. | EHC "Die Bären" Neuwied 2016 | 10 | 4  | 2  | 0  | 4  | 39:38 | +1    | 16   |
| 3. | Ratinger Ice Aliens          | 10 | 4  | 1  | 1  | 4  | 44:33 | +11   | 15   |
| 4. | Luchse Lauterbach            | 10 | 4  | 1  | 0  | 5  | 49:39 | +10   | 14   |
| 5. | Neusser EV                   | 10 | 3  | 0  | 2  | 5  | 30:51 | −21   | 11   |
| 6. | EG Diez-Limburg              | 10 | 2  | 1  | 1  | 6  | 45:71 | −26   | 9    |

Abkürzungen: Sp = Spiele, S3 = Siege, S2 = Siege nach Verlängerung oder Penaltyschießen, N1 = Niederlagen nach Verlängerung oder Penaltyschießen, N0 = Niederlagen, T = Tore, GT = Gegentore

### Playoffs
Das Viertelfinale wird im Modus "best-of-three" ausgetragen. Das Halbfinale und Finale im Modus "best-of-five".
| Viertelfinale | Viertelfinale       | Viertelfinale |   |                     | Halbfinale          | Halbfinale | Halbfinale |  |  | Finale | Finale | Finale |
|               |                     |               |   |                     |                     |            |            |  |  |        |        |        |
| 1             | Hammer Eisbären     | 2             |   |                     |                     |            |            |  |  |        |        |        |
| 8             | Dinslaken Kobras    | 0             |   |                     |                     |            |            |  |  |        |        |        |
|               |                     |               | 1 | Hammer Eisbären     | 3                   |            |            |  |  |        |        |        |
|               |                     |               |   | 5                   | Neusser EV          | 0          |            |  |  |        |        |        |
| 4             | EC Lauterbach       | 1             |   |                     |                     |            |            |  |  |        |        |        |
| 5             | Neusser EV          | 2             |   |                     |                     |            |            |  |  |        |        |        |
|               |                     |               | 1 | Hammer Eisbären     | 3                   |            |            |  |  |        |        |        |
|               |                     |               |   | 3                   | Ratinger Ice Aliens | 2          |            |  |  |        |        |        |
| 2             | EHC Neuwied 2016    | 0             |   |                     |                     |            |            |  |  |        |        |        |
| 7             | Herforder EV        | 2             |   |                     |                     |            |            |  |  |        |        |        |
|               |                     |               | 3 | Ratinger Ice Aliens | 3                   |            |            |  |  |        |        |        |
|               |                     |               |   | 7                   | Herforder EV        | 2          |            |  |  |        |        |        |
| 3             | Ratinger Ice Aliens | 2             |   |                     |                     |            |            |  |  |        |        |        |
| 6             | EG Diez-Limburg     | 0             |   |                     |                     |            |            |  |  |        |        |        |
|               |                     |               |   |                     |                     |            |            |  |  |        |        |        |

#### Viertelfinale
|                                             | Serie | Spiel 1 | Spiel 2 | Spiel 3   |
| ------------------------------------------- | ----- | ------- | ------- | --------- |
| Hammer Eisbären – Dinslaken Kobras          | 2-0   | 7:4     | 4:2     | -         |
| EC Lauterbach – Neusser EV                  | 1-2   | 5:2     | 3:5     | 5:6 n. P. |
| EHC Neuwied "Die Bären" 2016 – Herforder EV | 0-2   | 3:7     | 2:5     | -         |
| Ratinger Ice Aliens – EG Diez-Limburg       | 2-0   | 9:6     | 5:1     | -         |

#### Halbfinale
|                                    | Serie | Spiel 1 | Spiel 2 | Spiel 3 | Spiel 4 | Spiel 5 |
| ---------------------------------- | ----- | ------- | ------- | ------- | ------- | ------- |
| Hammer Eisbären – Neusser EV       | 3-0   | 7:1     | 7:2     | 5:1     | -       | -       |
| Ratinger Ice Aliens – Herforder EV | 3-2   | 2:5     | 2:4     | 4:2     | 7:3     | 5:3     |

#### Finale
|                                       | Serie | Spiel 1 | Spiel 2   | Spiel 3 | Spiel 4 | Spiel 5 |
| ------------------------------------- | ----- | ------- | --------- | ------- | ------- | ------- |
| Hammer Eisbären – Ratinger Ice Aliens | 3-2   | 3:6     | 3:2 n. P. | 8:3     | 1:4     | 5:2     |

Die Hammer Eisbären sind zur Teilnahme an der Aufstiegsrunde berechtigt.

### Relegationsrunde
|    | Mannschaft                 | Sp | S3 | S2 | N1 | N0 | Tore  | Diff. | Pkte |
| -- | -------------------------- | -- | -- | -- | -- | -- | ----- | ----- | ---- |
| 1. | Herforder EV               | 10 | 8  | 0  | 1  | 1  | 49:23 | +26   | 25   |
| 2. | Dinslaken Kobras           | 10 | 6  | 1  | 0  | 3  | 49:29 | +20   | 20   |
| 3. | Grefrather EG              | 10 | 6  | 0  | 1  | 3  | 35:33 | +2    | 19   |
| 4. | Eisadler Dortmund          | 10 | 3  | 0  | 0  | 7  | 25:40 | −15   | 9    |
| 5. | Soester EG                 | 10 | 3  | 0  | 0  | 7  | 27:45 | −18   | 9    |
| 6. | Rote Teufel Bad Nauheim 1b | 10 | 2  | 1  | 0  | 7  | 27:42 | −15   | 8    |

Abkürzungen: Sp = Spiele, S3 = Siege, S2 = Siege nach Verlängerung oder Penaltyschießen, N1 = Niederlagen nach Verlängerung oder Penaltyschießen, N0 = Niederlagen, T = Tore, GT = Gegentore

### Playdowns
Beide Runden werden im Modus "best-of-three" ausgespielt. Die beiden Sieger kommen in die zweite Runde und können dort mit einem Sieg den Klassenerhalt schaffen. Die Verlierer der ersten Runde, sowie der Verlierer der zweiten Runde sind sportlich abgestiegen, jedoch gilt hier ein "gleitender Abstieg".

#### 1. Runde
|                                            | Serie | Spiel 1 | Spiel 2 | Spiel 3 |
| ------------------------------------------ | ----- | ------- | ------- | ------- |
| Grefrather EG – Rote Teufel Bad Nauheim 1b | 0-2   | 3:7     | 4:7     | -       |
| Eisadler Dortmund – Soester EG             | 1-2   | 3:5     | 6:1     | 1:7     |

Die Grefrather EG und die Eisadler Dortmund sind sportliche Absteiger in die Landesliga-NRW.

#### 2. Runde
|                                         | Serie | Spiel 1 | Spiel 2 | Spiel 3 |
| --------------------------------------- | ----- | ------- | ------- | ------- |
| Rote Teufel Bad Nauheim 1b – Soester EG | 0-2   | 1:3     | 3:6     | -       |

Die Soester EG schafft den Klassenerhalt, während die Roten Teufel Bad Nauheim 1b absteigen.

## Regionalliga Ost
Die Regionalliga Ost umfasste das Gebiet der Bundesländer Berlin, Brandenburg, Sachsen, Sachsen-Anhalt und Thüringen. Ausrichter war der Sächsische Eissportverband.

### Teilnehmer
An der Liga nahmen neun Mannschaften teil. Neu in der Liga war die 1b-Mannschaft des ECC Preussen Berlin. Die Dresden Devils und Crimmitschau Outlaws zogen sich aus der Regionalliga in die fünftklassige Landesliga Thüringen zurück.
| - FASS Berlin 1b - ESC Berlin 2007 - EHC Berlin Blues | - Tornado Niesky (Titelverteidiger) - Dresdner Eislöwen 1b - Bad Muskau Bombers | - ECC Preussen Berlin 1b (Aufsteiger) - Chemnitz Crashers - ESC Black Panther Jonsdorf |

### Modus
Die neun Mannschaften spielten eine Einfachrunde. Sowohl der Meister Niesky als auch der zweite Chemnitz verzichteten auf die Relegation mit der Oberliga Nord, die schließlich entfiel.

### Tabelle
Endstand
|    | Mannschaft                 | Sp | S3 | S2 | N1 | N0 | Tore    | Diff. | Pkte |
| -- | -------------------------- | -- | -- | -- | -- | -- | ------- | ----- | ---- |
| 1. | Tornado Niesky             | 24 | 21 | 1  | 2  | 0  | 150:043 | +107  | 67   |
| 2. | Chemnitz Crashers          | 24 | 18 | 1  | 0  | 5  | 154:065 | +89   | 56   |
| 3. | Dresdner Eislöwen 1b       | 24 | 14 | 0  | 1  | 9  | 112:075 | +37   | 43   |
| 4. | FASS Berlin 1b             | 24 | 11 | 1  | 2  | 10 | 104:085 | +19   | 37   |
| 5. | ESC 2007 Berlin            | 24 | 11 | 1  | 2  | 10 | 105:128 | −23   | 37   |
| 6. | ESC Black Panther Jonsdorf | 24 | 8  | 3  | 1  | 12 | 091:104 | −13   | 31   |
| 7. | ECC Preussen Berlin 1b     | 24 | 7  | 4  | 1  | 12 | 089:121 | −32   | 30   |
| 8. | Bad Muskau Bombers         | 24 | 6  | 0  | 0  | 18 | 057:128 | −71   | 18   |
| 9. | EHC Berlin Blues           | 24 | 1  | 0  | 2  | 21 | 061:174 | −113  | 05   |

Abkürzungen: Sp = Spiele, S3 = Siege, S2 = Siege nach Verlängerung oder Penaltyschießen, N1 = Niederlagen nach Verlängerung oder Penaltyschießen, N0 = Niederlagen, T = Tore, GT = Gegentore, (N) = Aufsteiger, (M) = Meister der Vorsaison.

## Regionalliga Süd-West
Die Regionalliga Süd-West umfasste das Gebiet des Bundeslandes Baden-Württemberg. Ausrichter war der Eissport-Verband Baden-Württemberg. Traditionell nahm auch der EHC Zweibrücken aus Rheinland-Pfalz an der Liga teil.

### Teilnehmer
Das Teilnehmerfeld ist identisch zur Vorsaison. Der Meister der Landesliga, die Pforzheim Bisons, verzichteten auf den Aufstieg.
| - EHC Eisbären Heilbronn (Titelverteidiger) - SC Bietigheim 1b - ESC Hügelsheim 09 - Stuttgarter EC | - Schwenninger ERC - EV Ravensburg 1b - EHC Zweibrücken - EC Eppelheim |

Der EHC Freiburg 1b zog seine Mannschaft kurz vor Saisonbeginn, auf Grund von Spielermangel, vom Spielbetrieb zurück.

### Modus
Die acht Mannschaften spielten eine Eineinhalbfachrunde (21 Spieltage). Die ersten vier Mannschaften qualifizierten sich für die Play-offs, die im Modus Best-of-Three ausgespielt wurden. Der Meister qualifizierte sich sportlich für die Oberliga Süd (verzichtete aber). Die restlichen Mannschaften spielten in einer Halbrunde (drei Spieltage) eine Pokalrunde.

### Hauptrunde
|    | Mannschaft                 | Sp | S3 | S2 | N1 | N0 | Tore   | Diff. | Pkte |
| -- | -------------------------- | -- | -- | -- | -- | -- | ------ | ----- | ---- |
| 1. | EHC Eisbären Heilbronn (M) | 21 | 14 | 1  | 2  | 4  | 121:59 | +62   | 46   |
| 2. | EHC Zweibrücken Hornets    | 21 | 14 | 0  | 2  | 5  | 122:76 | +46   | 44   |
| 3. | EC Eppelheim               | 21 | 13 | 0  | 2  | 6  | 105:72 | +33   | 41   |
| 4. | ESC Hügelsheim 09          | 21 | 9  | 4  | 1  | 7  | 114:89 | +25   | 36   |
| 5. | SC Bietigheim-Bissingen 1b | 21 | 10 | 1  | 1  | 9  | 105:83 | +22   | 33   |
| 6. | Schwenninger ERC           | 21 | 8  | 1  | 0  | 12 | 65:102 | −37   | 26   |
| 7. | Stuttgarter EC             | 21 | 6  | 3  | 1  | 10 | 73:88  | −15   | 25   |
| 8. | EV Ravensburg 1b           | 21 | 0  | 0  | 1  | 19 | 50:186 | −136  | 1    |

Abkürzungen: Sp = Spiele, S3 = Siege, S2 = Siege nach Verlängerung oder Penaltyschießen, N1 = Niederlagen nach Verlängerung oder Penaltyschießen, N0 = Niederlagen, T = Tore, GT = Gegentore, (M) = Meister der Vorsaison.

### Playoffs
|  | Halbfinale | Halbfinale             | Halbfinale |  |  | Finale | Finale                 | Finale |
|  |            |                        |            |  |  |        |                        |        |
|  |            |                        |            |  |  |        |                        |        |
|  | 1          | EHC Eisbären Heilbronn | 2          |  |  |        |                        |        |
|  | 4          | ESC Hügelsheim 09      | 1          |  |  |        |                        |        |
|  |            |                        |            |  |  | 1      | EHC Eisbären Heilbronn | 0      |
|  |            |                        |            |  |  | 2      | EHC Zweibrücken        | 2      |
|  | 2          | EHC Zweibrücken        | 2          |  |  |        |                        |        |
|  | 3          | EC Eppelheim           | 1          |  |  |        |                        |        |
|  |            |                        |            |  |  |        |                        |        |

#### Halbfinale
|                                            | Serie | Spiel 1   | Spiel 2 | Spiel 3 |
| ------------------------------------------ | ----- | --------- | ------- | ------- |
| EHC Eisbären Heilbronn – ESC Hügelsheim 09 | 2-1   | 3:4       | 7:3     | 4:2     |
| EHC Zweibrücken – EC Eppelheim             | 2-1   | 5:6 n. V. | 6:2     | 3:1     |

#### Finale
|                                          | Serie | Spiel 1 | Spiel 2   | Spiel 3 |
| ---------------------------------------- | ----- | ------- | --------- | ------- |
| EHC Eisbären Heilbronn – EHC Zweibrücken | 0-2   | 1:4     | 4:5 n. P. | -       |

Der EHC Zweibrücken sichert somit zum ersten Mal in der Vereinsgeschichte den Meistertitel der Regionalliga-Südwest.

### Pokalrunde
|    | Mannschaft                 | Sp | S3 | S2 | N1 | N0 | Tore  | Diff. | Pkte |
| -- | -------------------------- | -- | -- | -- | -- | -- | ----- | ----- | ---- |
| 1. | SC Bietigheim-Bissingen 1b | 3  | 2  | 0  | 1  | 0  | 25:17 | +8    | 7    |
| 2. | EV Ravensburg 1b           | 3  | 1  | 1  | 0  | 1  | 11:12 | −1    | 5    |
| 3. | Stuttgarter EC             | 3  | 1  | 1  | 0  | 1  | 20:16 | +4    | 5    |
| 4. | Schwenninger ERC           | 3  | 0  | 0  | 1  | 2  | 10:21 | −11   | 1    |

Abkürzungen: Sp = Spiele, S3 = Siege, S2 = Siege nach Verlängerung oder Penaltyschießen, N1 = Niederlagen nach Verlängerung oder Penaltyschießen, N0 = Niederlagen, T = Tore, GT = Gegentore, (M) = Meister der Vorsaison.

## Bayernliga
Die Bayernliga 2016/17 wurde vom Bayerischen Eissport-Verband organisiert. Da der EHC Waldkraiburg, der Höchstadter EC und der EV Lindau in die Oberliga Süd aufsteigen verbleibt der sportliche Absteiger EV Pegnitz doch in der Liga. Weitere Nachrücker sind die EHF Passau und die EA Schongau. Neu in der Liga ist auch Landesliga Aufsteiger TSV Erding.

### Teilnehmer
| - EV Pegnitz - ESV Buchloe - ESC Dorfen - TSV Peißenberg - EV Moosburg | - EHF Passau (N) - TEV Miesbach - Wanderers Germering - ECDC Memmingen - ESC Riverrats Geretsried | - EC Pfaffenhofen - HC Landsberg - TSV Erding (N) - EA Schongau (N) |

### Modus
Die 14 Mannschaften spielen eine Hin- und Rückrunde (26 Spieltage). Die besten acht Mannschaften qualifizieren sich für die Relegation mit den vier letzten der Oberliga Süd (Höchstadter EC, EV Lindau, EHC Waldkraiburg, EHV Schönheide 09). Diese wird in zwei Gruppen à sechs Mannschaften gespielt (10 Spieltage), wobei sich die jeweils ersten vier für die Play-offs qualifizieren. Die besten 4 Teams (Halbfinalisten) sind für die Oberliga 2017/18 qualifiziert. Der Finalsieger ist BEV Playoff-Meister. Die Mannschaften auf den Plätzen 9 bis 14 der Hauptrunde spielen eine Abstiegsrunde. Der vorletzte dieser Runde spielt mit dem Vizemeister der Landesliga Bayern um den verbleibenden Startplatz (Best-of-three). Der Letztplatzierte steigt in die Landesliga Bayern ab.

### Hauptrunde
|     | Mannschaft               | Sp | S3 | S2 | N1 | N0 | Tore    | Diff. | Pkte |
| --- | ------------------------ | -- | -- | -- | -- | -- | ------- | ----- | ---- |
| 1.  | ECDC Memmingen           | 26 | 18 | 1  | 3  | 4  | 144:67  | +77   | 59   |
| 2.  | TSV Erding (N)           | 26 | 19 | 0  | 1  | 6  | 161:92  | +69   | 58   |
| 3.  | TEV Miesbach             | 26 | 16 | 1  | 3  | 6  | 108:73  | +35   | 53   |
| 4.  | ESC Dorfen               | 26 | 15 | 2  | 3  | 6  | 135:88  | +47   | 52   |
| 5.  | TSV Peißenberg           | 26 | 14 | 4  | 0  | 8  | 116:82  | +34   | 50   |
| 6.  | HC Landsberg             | 26 | 15 | 0  | 3  | 8  | 126:96  | +30   | 48   |
| 7.  | ESV Buchloe              | 26 | 14 | 1  | 2  | 9  | 114:99  | +15   | 46   |
| 8.  | EV Pegnitz               | 26 | 9  | 3  | 1  | 13 | 88:117  | −29   | 34   |
| 9.  | EV Moosburg              | 26 | 11 | 0  | 1  | 14 | 109:151 | −42   | 34   |
| 10. | ESC Riverrats Geretsried | 26 | 9  | 3  | 0  | 14 | 73:97   | −24   | 33   |
| 11. | EHF Passau (N)           | 26 | 10 | 1  | 0  | 15 | 86:97   | −11   | 32   |
| 12. | EA Schongau (N)          | 26 | 7  | 3  | 2  | 14 | 80:97   | −17   | 29   |
| 13. | EC Pfaffenhofen          | 26 | 3  | 1  | 1  | 21 | 56:159  | −93   | 12   |
| 14. | Wanderers Germering      | 26 | 2  | 0  | 0  | 24 | 50:141  | −91   | 6    |

Abkürzungen: Sp = Spiele, S3 = Siege, S2 = Siege nach Verlängerung oder Penaltyschießen, N1 = Niederlagen nach Verlängerung oder Penaltyschießen, N0 = Niederlagen, T = Tore, GT = Gegentore, N = Neuling (Aufsteiger).
Verzahnungsrunde  Abstiegsrunde
- Der ECDC Memmingen ist als Sieger der Hauptrunde "Meister der Bayernliga 2017"

### Verzahnungsrunde

#### Gruppe A
|    | Mannschaft              | Sp | S3 | S2 | N1 | N0 | Tore  | Diff. | Pkte |
| -- | ----------------------- | -- | -- | -- | -- | -- | ----- | ----- | ---- |
| 1. | Höchstadter EC (OL-Süd) | 10 | 7  | 2  | 1  | 0  | 51:24 | +27   | 26   |
| 2. | ECDC Memmingen          | 10 | 4  | 3  | 1  | 2  | 31:27 | +4    | 19   |
| 3. | EHV Schönheide (OL-Süd) | 10 | 4  | 1  | 2  | 3  | 39:31 | +8    | 16   |
| 4. | ESC Dorfen              | 10 | 4  | 1  | 2  | 3  | 33:38 | −5    | 16   |
| 5. | TSV Peißenberg          | 10 | 3  | 1  | 0  | 6  | 39:41 | −2    | 11   |
| 6. | EV Pegnitz              | 10 | 0  | 0  | 2  | 8  | 20:52 | −32   | 2    |

Abkürzungen: Sp = Spiele, S3 = Siege, S2 = Siege nach Verlängerung oder Penaltyschießen, N1 = Niederlagen nach Verlängerung oder Penaltyschießen, N0 = Niederlagen, T = Tore, GT = Gegentore

#### Gruppe B
|    | Mannschaft                | Sp | S3 | S2 | N1 | N0 | Tore  | Diff. | Pkte |
| -- | ------------------------- | -- | -- | -- | -- | -- | ----- | ----- | ---- |
| 1. | EHC Waldkraiburg (OL-Süd) | 10 | 7  | 1  | 1  | 1  | 45:26 | +19   | 24   |
| 2. | EV Lindau (OL-Süd)        | 10 | 6  | 0  | 2  | 2  | 46:31 | +15   | 20   |
| 3. | HC Landsberg              | 10 | 6  | 1  | 0  | 3  | 48:37 | +11   | 20   |
| 4. | TEV Miesbach              | 10 | 2  | 2  | 2  | 4  | 35:36 | −1    | 12   |
| 5. | TSV Erding                | 10 | 2  | 0  | 1  | 7  | 27:51 | −24   | 7    |
| 6. | ESV Buchloe               | 10 | 1  | 1  | 1  | 7  | 30:50 | −20   | 6    |

Abkürzungen: Sp = Spiele, S3 = Siege, S2 = Siege nach Verlängerung oder Penaltyschießen, N1 = Niederlagen nach Verlängerung oder Penaltyschießen, N0 = Niederlagen, T = Tore, GT = Gegentore

### Playoffs
| Aufstiegsrunde | Aufstiegsrunde   | Aufstiegsrunde |    |                  | Halbfinale       | Halbfinale | Halbfinale |  |  | Finale | Finale | Finale |
|                |                  |                |    |                  |                  |            |            |  |  |        |        |        |
| 1A             | Höchstadter EC   | 1              |    |                  |                  |            |            |  |  |        |        |        |
| 4B             | TEV Miesbach     | 3              |    |                  |                  |            |            |  |  |        |        |        |
|                |                  |                | 2B | EV Lindau        | 3                |            |            |  |  |        |        |        |
|                |                  |                |    | 4B               | TEV Miesbach     | 0          |            |  |  |        |        |        |
| 2B             | EV Lindau        | 3              |    |                  |                  |            |            |  |  |        |        |        |
| 3A             | EHV Schönheide   | 2              |    |                  |                  |            |            |  |  |        |        |        |
|                |                  |                | 2B | EV Lindau        | 2                |            |            |  |  |        |        |        |
|                |                  |                |    | 1B               | EHC Waldkraiburg | 3          |            |  |  |        |        |        |
| 1B             | EHC Waldkraiburg | 3              |    |                  |                  |            |            |  |  |        |        |        |
| 4A             | ESC Dorfen       | 0              |    |                  |                  |            |            |  |  |        |        |        |
|                |                  |                | 1B | EHC Waldkraiburg | 3                |            |            |  |  |        |        |        |
|                |                  |                |    | 2A               | ECDC Memmingen   | 1          |            |  |  |        |        |        |
| 2A             | ECDC Memmingen   | 3              |    |                  |                  |            |            |  |  |        |        |        |
| 3B             | HC Landsberg     | 0              |    |                  |                  |            |            |  |  |        |        |        |
|                |                  |                |    |                  |                  |            |            |  |  |        |        |        |

- Damit ist der EHC Waldkraiburg BEV Playoff-Meister 2017
- Die vier Halbfinalisten sind für die Oberliga 2017/18 qualifiziert
- Der Höchstadter EC und der EHV Schönheide haben sich nicht für die Oberliga qualifiziert und sind somit die Absteiger in die Bayernliga bzw. Regionalliga Ost.

#### Aufstiegsrunde
Die vier Sieger der Aufstiegsrunden-Duelle sind sportlich für die Oberliga qualifiziert. Die Verlierer treten erneut in der Regionalliga an. Die siegreichen Teams spielen in den Playoffs den BEV Playoff-Meister 2017 aus.
|                               | Serie | Spiel 1 | Spiel 2 | Spiel 3 | Spiel 4 | Spiel 5 |
| ----------------------------- | ----- | ------- | ------- | ------- | ------- | ------- |
| Höchstadter EC – TEV Miesbach | 1-3   | 4:2     | 2:5     | 1:2     | 5:6     | -       |
| EHC Waldkraiburg – ESC Dorfen | 3-0   | 3:1     | 2:1     | 6:3     | -       | -       |
| ECDC Memmingen – HC Landsberg | 3-0   | 7:3     | 5:3     | 4:3     | -       | -       |
| EV Lindau – EHV Schönheide    | 3-2   | 8:2     | 2:6     | 4:3     | 5:8     | 5:1     |

#### Halbfinale
|                                   | Serie | Spiel 1   | Spiel 2   | Spiel 3 | Spiel 4 | Spiel 5 |
| --------------------------------- | ----- | --------- | --------- | ------- | ------- | ------- |
| EHC Waldkraiburg – ECDC Memmingen | 3-1   | 4:3 n. V. | 1:4       | 5:1     | 2:0     | -       |
| EV Lindau – TEV Miesbach          | 3-0   | 5:1       | 4:3 n. V. | 8:3     | -       | -       |

#### Finale
| BEV Playoff-Meisterschaft    | Serie | Spiel 1 | Spiel 2 | Spiel 3 | Spiel 4 | Spiel 5 |
| ---------------------------- | ----- | ------- | ------- | ------- | ------- | ------- |
| EHC Waldkraiburg – EV Lindau | 3-2   | 1:5     | 0:2     | 2:1     | 5:2     | 5:2     |

### Abstiegsrunde
|    | Mannschaft               | Sp | S3 | S2 | N1 | N0 | Tore  | Diff. | Pkte |
| -- | ------------------------ | -- | -- | -- | -- | -- | ----- | ----- | ---- |
| 1. | ESC Riverrats Geretsried | 10 | 6  | 0  | 2  | 2  | 44:38 | +6    | 20   |
| 2. | EV Moosburg              | 10 | 5  | 1  | 2  | 2  | 42:39 | +3    | 19   |
| 3. | EC Pfaffenhofen          | 10 | 5  | 0  | 1  | 4  | 36:38 | −2    | 16   |
| 4. | EHF Passau               | 10 | 2  | 2  | 3  | 3  | 32:37 | −5    | 13   |
| 5. | Wanderers Germering      | 10 | 2  | 3  | 0  | 5  | 36:28 | −2    | 12   |
| 6. | EA Schongau              | 10 | 2  | 2  | 0  | 6  | 35:35 | 0     | 10   |

Abkürzungen: Sp = Spiele, S3 = Siege, S2 = Siege nach Verlängerung oder Penaltyschießen, N1 = Niederlagen nach Verlängerung oder Penaltyschießen, N0 = Niederlagen, T = Tore, GT = Gegentore
EA Schongau ist sportlicher Absteiger, die Wanderers Germering müssen in der Relegation gegen den Zweitplatzierten der Landesliga Bayern antreten.
Da Bad Kissingen keine Bayernliga taugliche Halle besitzt und auch nicht in eine andere Halle ausweichen kann verbleibt EA Schongau in der Bayernliga.

#### Relegation Bayernliga – Landesliga
Der Vorletzte der Abstiegsrunde – die Wanderers Germering – spielen gegen den Vizemeister der Landesliga Bayern – die EC Bad Kissinger Wölfe – um die Teilnahme an der Bayernliga 2017/2018.
|                                              | Serie | Spiel 1 | Spiel 2 | Spiel 3 |
| -------------------------------------------- | ----- | ------- | ------- | ------- |
| Wanderers Germering – EC Bad Kissinger Wölfe | 1-2   | 4:3     | 3:8     | 1:2     |

Die Wanderers Germering sind somit sportlicher Absteiger in die Landesliga Bayern.
Nachdem der EHV Schönheide 09 aus der Oberliga Süd abgestiegen ist und nicht in der Bayernliga antritt, verbleiben die Wanderers Germering trotz sportlichem Abstieg in der Bayernliga.